# ژیژماریای
ژیژماریای (به لاتین: Žiežmariai) در لیتوانی با جمعیت ۳٬۸۵۲ نفر است که در اوکشتایتیا واقع شده‌است.